# Raión de Liudínovo
El raión de Liudínovo (ruso: Люди́новский райо́н) es un distrito administrativo y municipal (raión) ruso perteneciente a la óblast de Kaluga. Se ubica en el suroeste de la óblast. Su capital es Liudínovo.
En 2021, el raión tenía una población de 39 213 habitantes.
El raión es limítrofe al suroeste con la óblast de Briansk.
Antes de la creación de la actual óblast de Kaluga en 1944, el raión de Liudínovo formaba parte de la óblast de Oriol.

## Subdivisiones
Comprende el territorio de la ciudad de Liudínovo (la capital) y cinco asentamientos rurales, estos últimos con sede en los pueblos de Bukán y Zarechni y las aldeas de Ignátovka, Manino y Zabolotye. En el raión hay un total de 65 localidades rurales: una es pedanía de la capital distrital y las restantes 64 se distribuyen entre los otros cinco ayuntamientos.